# Bolszaja Orłowka (obwód kurski)
Bolszaja Orłowka (ros. Большая Орловка) – wieś (ros. деревня, trb. dieriewnia) w zachodniej Rosji, w sielsowiecie wyszniedieriewienskim rejonu lgowskiego w obwodzie kurskim.

## Geografia
Miejscowość położona jest nad Bykiem (lewy dopływ Sejmu), 1,5 km od centrum administracyjnego sielsowietu (Wysznije Dieriewieńki), 9 km na południowy wschód od centrum administracyjnego rejonu (Lgow), 65 km na południowy zachód od Kurska.
We wsi znajduje się 86 posesji.
Klimat
Miejscowość, jak i cały rejon, znajduje się w strefie klimatu kontynentalnego z łagodnym ciepłym latem i równomiernie rozłożonymi opadami rocznymi (Dfb w klasyfikacji klimatów Köppena).

## Demografia
W 2010 r. wieś zamieszkiwały 163 osoby.